# Fungiacyathus
Genre
Fungiacyathus est un genre de coraux durs de la famille des Flabellidae.

## Liste d'espèces
Le genre Fungiacyathus comprend les espèces suivantes :
| Selon World Register of Marine Species (3 juillet 2015) : - sous-genre Fungiacyathus (Bathyactis) Moseley, 1881 - Fungiacyathus crispus Pourtalès, 1871 - Fungiacyathus dennanti Cairns & Parker, 1992 - Fungiacyathus fissidiscus Cairns & Zibrowius, 1997 - Fungiacyathus fissilis Cairns, 1984 - Fungiacyathus granulosus Cairns, 1989 - Fungiacyathus hydra Zibrowius & Gili, 1990 - Fungiacyathus marenzelleri Vaughan, 1906 - Fungiacyathus margaretae Cairns, 1995 - Fungiacyathus pliciseptus Keller, 1981 - Fungiacyathus pseudostephanus Keller, 1976 - Fungiacyathus sibogae Alcock, 1902 - Fungiacyathus symmetricus Pourtalès, 1871 - Fungiacyathus turbinolioides Cairns, 1989 - Fungiacyathus variegatus Cairns, 1989 - sous-genre Fungiacyathus (Fungiacyathus) Sars, 1872 - Fungiacyathus fragilis Sars, 1872 - Fungiacyathus multicarinatus Cairns, 1998 - Fungiacyathus paliferus Alcock, 1902 - Fungiacyathus pusillus De Pourtalès, 1868 - Fungiacyathus sandoi Cairns, 1999 - Fungiacyathus stephanus Alcock, 1893 | Selon ITIS (3 juillet 2015) : - Fungiacyathus crispus De Pourtalès, 1871 - Fungiacyathus dennanti Cairns & Parker, 1992 - Fungiacyathus fissidiscus Cairns & Zibrowius, 1997 - Fungiacyathus fissilis Cairns, 1984 - Fungiacyathus fragilis Sars, 1872 - Fungiacyathus granulosus Cairns, 1989 - Fungiacyathus hydra Zibrowius & Gili, 1990 - Fungiacyathus marenzelleri Vaughan, 1906 - Fungiacyathus margaretae Cairns, 1995 - Fungiacyathus multicarinatus Cairns, 1998 - Fungiacyathus paliferus Alcock, 1902 - Fungiacyathus pliciseptus Keller, 1981 - Fungiacyathus pseudostephanus Keller, 1976 - Fungiacyathus pusillus De Pourtalès, 1868 - Fungiacyathus sandoi Cairns, 1999 - Fungiacyathus sibogae Alcock, 1902 - Fungiacyathus stephanus Alcock, 1893 - Fungiacyathus symmetricus De Pourtalès, 1871 - Fungiacyathus turbinolioides Cairns, 1989 - Fungiacyathus variegatus Cairns, 1989 |